# منشأة بسنديلة
قرية منشأة بسنديلة هي إحدى القرى التابعة لمركز بلقاس في محافظة الدقهلية في جمهورية مصر العربية. حسب إحصاءات سنة 2006، بلغ إجمالي السكان في منشأة بسنديلة 8399 نسمة، منهم 4211 رجل و4188 امرأة.